# TD Waterhouse Cup 2003
Il TD Waterhouse Cup 2003  è stato un torneo di tennis giocato sul cemento. È stata la 23ª edizione del TD Waterhouse Cup, che fa parte della categoria International Series nell'ambito dell'ATP Tour 2003.  Il torneo si è giocato a Long Island negli USA, dal 18 al 24 agosto 2003.

## Campioni

### Singolare maschile
Paradorn Srichaphan ha battuto in finale  James Blake con il punteggio di 6–2, 6–4

### Doppio maschile
Robbie Koenig /  Martin Rodriguez hanno battuto in finale  Martin Damm /  Cyril Suk con il punteggio di 6–3, 7–6